# Láng László (agrármérnök)
Láng László (Budapest, 1954. január 28. – ) magyar okleveles agrármérnök, mezőgazdasági genetikai szakmérnök, mezőgazdaság-tudományi doktor és kandidátus, Jedlik Ányos-díjas (2018).

## Életpályája
1978-ban végzett a Gödöllői Agrártudományi Egyetemen. Ugyanebben az évben kezdte szakmai pályáját Martonvásáron, az MTA Mezőgazdasági Kutatóintézetében tudományos gyakornokként, majd később segédmunkatárs, munkatárs, 1992-től tudományos osztályvezető lett. 2006-tól ugyanitt tudományos tanácsadó posztot töltött be. Mezőgazdasági genetikai szakmérnöki oklevelét szintén a Gödöllői Agrártudományi Egyetemen szerezte 1981-ben, ugyanitt mezőgazdaság-tudományi doktori címet nyert el 1983-ban. Egy évvel később az okleveles mezőgazdasági genetikus szakmérnök végzettséget szerezte meg. Az ország búzavetés-területének több mint felén az ő közreműködésével nemesített búzafajtákat termelik. Láng László 67 államilag elismert őszibúza-fajta, 6 őszi durumbúza, 1 tavaszi és egy őszi zabfajta társnemesítője.

## Publikációi
Kutatási eredményeiről szerzőként vagy társszerzőként 216 tudományos és több mint 190 tudományos népszerűsítő közleményben számolt be.

## Iparjogvédelmi portfóliója
3 szabadalommal, 66 növényfajta-szabadalommal és növényfajta-oltalommal, 24 folyamatban lévő növényfajta-oltalmi bejelentéssel rendelkezik. 34 fajtát közösségi fajtaoltalomra is bejelentettek; ezek közül eddig 30 megkapta a közösségi növényfajta-oltalmat.

## Díjai, elismerései
- a mezőgazdasági tudomány kandidátusa (1992)
- az MTA doktora (2006)
- Jedlik Ányos-díj (2018)